# 2502 Nummela
2502 Nummela је астероид главног астероидног појаса са пречником од приближно 16,54 .
Афел астероида је на удаљености од 3,590 астрономских јединица (АЈ) од Сунца, а перихел на 2,274 АЈ.
Ексцентрицитет орбите износи 0,224, инклинација (нагиб) орбите у односу на раван еклиптике 17,808 степени, а орбитални период износи 1834,264 дана (5,021 година).
Апсолутна магнитуда астероида је 11,70 а геометријски албедо 0,134.
Астероид је откривен 3. марта 1943. године.